# حزب جامعه دموکراتیک
حزب جامعه دمکراتیک (به ترکی استانبولی: Demokratik Toplum Partisi به اختصار DTP) یک حزب سوسیال دمکراتیک کرد در ترکیه بود. این حزب عضو ناظر انترناسیونال سوسیالیست بود.
حزب جامعه دمکراتیک در سال ۲۰۰۵ با ادغام حزب خلق دمکراتیک و جنبش جامعه دمکراتیک تشکیل شد. ۲۲ نفر از اعضای این حزب در انتخابات سراسری ۲۰۰۷ به پارلمان ترکیه راه یافتند. در انتخابات محلی ۲۰۰۹ اعضای حزب جامعه دموکراتیک شهرداری ۴۵ شهر از جمله ۹ مرکز استان را برنده شدند.
در دسامبر ۲۰۰۹ دادگاه قانون اساسی ترکیه فعالیت این حزب را ممنوع کرد. این حزب به برقراری روابط نزدیک با جدایی‌طلبان کرد و دستور گرفتن از حزب کارگران کردستان متهم شده‌بود.
حزب آشتی و دمکراسی حزبی سیاسی است در کردستان ترکیه که جانشین حزب جامعه دمکراتیک پس از منحل شدن آن شده است.